# Motherwell Football Club 2024-2025
Questa voce raccoglie le informazioni riguardanti il Motherwell Football Club nelle competizioni ufficiali della stagione 2024-2025.

## Stagione
- In Scottish Premiership il Motherwell si classifica all'8º posto (49 punti), dietro agli Hearts e davanti al Kilmarnock.
- In Scottish Cup viene eliminato al quarto turno dal St. Johnstone (0-1).
- In Scottish League Cup viene eliminato in semifinale dai Rangers (1-2).

## Maglie e sponsor
Il fornitore tecnico per la stagione 2024-2025 è Macron, mentre lo sponsor ufficiale è G4 Claims.
| Casa | Trasferta | Terza maglia |

## Rosa
| N. |                               | Ruolo | Calciatore                |
| -- | ----------------------------- | ----- | ------------------------- |
| 1  | Ungheria (bandiera)           | P     | Krisztián Hegyi           |
| 1  | Scozia (bandiera)             | P     | Archie Mair               |
| 2  | Scozia (bandiera)             | D     | Stephen O'Donnell         |
| 3  | Inghilterra (bandiera)        | D     | Steve Seddon              |
| 4  | Scozia (bandiera)             | D     | Liam Gordon               |
| 5  | Irlanda del Nord (bandiera)   | D     | Kofi Balmer               |
| 6  | Macedonia del Nord (bandiera) | C     | Davor Zdravkovski         |
| 7  | Galles (bandiera)             | C     | Tom Sparrow               |
| 8  | Inghilterra (bandiera)        | C     | Callum Slattery           |
| 9  | Inghilterra (bandiera)        | A     | Zach Robinson             |
| 11 | Scozia (bandiera)             | C     | Andy Halliday             |
| 12 | Canada (bandiera)             | C     | Harry Paton               |
| 13 | Inghilterra (bandiera)        | P     | Aston Oxborough           |
| 14 | Australia (bandiera)          | A     | Apostolos Stamatelopoulos |
| 15 | Irlanda (bandiera)            | D     | Dan Casey                 |
| 16 | Scozia (bandiera)             | D     | Paul McGinn               |
| 17 | Serbia (bandiera)             | C     | Filip Stuparević          |
| 18 | Scozia (bandiera)             | C     | Ross Callachan            |
| 19 | Scozia (bandiera)             | C     | Sam Nicholson             |

| N. |                         | Ruolo | Calciatore         |
| -- | ----------------------- | ----- | ------------------ |
| 20 | Irlanda (bandiera)      | D     | Shane Blaney       |
| 21 | RD del Congo (bandiera) | D     | Marvin Kaleta      |
| 22 | Australia (bandiera)    | D     | John Koutroumbis   |
| 23 | Scozia (bandiera)       | D     | Ewan Wilson        |
| 24 | Nigeria (bandiera)      | A     | Moses Ebiye        |
| 27 | Scozia (bandiera)       | C     | Dylan Wells        |
| 29 | Scozia (bandiera)       | A     | Mark Ferrie        |
| 30 | Scozia (bandiera)       | D     | Brannan McDermott  |
| 38 | Scozia (bandiera)       | C     | Lennon Miller      |
| 52 | Scozia (bandiera)       | A     | Tony Watt          |
| 54 | Galles (bandiera)       | C     | Kai Andrews        |
| 55 | Zimbabwe (bandiera)     | A     | Tawanda Maswanhise |
| 56 | Inghilterra (bandiera)  | D     | Dominic Thompson   |
| 57 | Inghilterra (bandiera)  | A     | Luke Plange        |
| 58 | Inghilterra (bandiera)  | A     | Will Dickson       |
| 59 | Inghilterra (bandiera)  | A     | Luke Armstrong     |
| 77 | Galles (bandiera)       | A     | Jack Vale          |
| 88 | Inghilterra (bandiera)  | P     | Ellery Balcombe    |
| 90 | Portogallo (bandiera)   | A     | Jair Tavares       |